# Sanremo Tennis Cup 2010
Il Sanremo Tennis Cup 2010 è stato un torneo professionistico di tennis maschile giocato sulla terra rossa, che faceva parte dell'ATP Challenger Tour 2010. Si è giocato a Sanremo in Italia dal 3 al 9 maggio 2010.

## Partecipanti

### Teste di serie
| Nazionalità | Giocatore            | Ranking* | Testa di serie |
| ----------- | -------------------- | -------- | -------------- |
| Russia      | Tejmuraz Gabašvili   | 114      | 1              |
| Francia     | David Guez           | 137      | 2              |
| Spagna      | Albert Ramos Viñolas | 145      | 3              |
| Argentina   | José Acasuso         | 148      | 4              |
| Germania    | Tobias Kamke         | 157      | 5              |
| Francia     | Laurent Recouderc    | 159      | 6              |
| Argentina   | Diego Junqueira      | 167      | 7              |
| Germania    | Dominik Meffert      | 175      | 8              |

- Ranking al 26 aprile 2010.

### Altri partecipanti
Giocatori che hanno ricevuto una wild card:
- José Acasuso
- Gastón Gaudio
- Alessandro Giannessi
- Marco Sattanino

Giocatori passati dalle qualificazioni:
- Juan Sebastián Cabal
- Daniele Giorgini
- Nicolas Renavand
- Daniel Smethurst

## Campioni

### Singolare
Gastón Gaudio ha battuto in finale  Martín Vassallo Argüello con il punteggio di 7–5, 6–0

### Doppio
Diego Junqueira /  Martín Vassallo Argüello hanno battuto in finale  Carlos Berlocq /  Sebastián Decoud con il punteggio di 2–6, 6–4, [10–8]